# Louis-Marie-Bretagne de Rohan-Chabot
Louis Marie Bretagne Dominique de Rohan-Chabot, duc de Rohan, de Roquelaure et du Lude, était un aristocrate français né le 17 janvier 1710 à Paris et décédé le 28 novembre 1791 à Nice.

## Biographie
Louis Marie Bretagne Dominique de Rohan-Chabot se marie en 1735 avec Olympe (Charlotte-Rosalie) de Châtillon (1719-1753), fille unique du duc Alexis de Châtillon (Mauléon), gouverneur du Dauphin. Il épousa en secondes noces en 1758 Charlotte de Crussol d'Uzès (1732-1791) qui, fille de Charles-Emmanuel de Crussol, duc d'Uzès, sera l'amie de Marie-Thérèse de La Ferté-Imbault.
Il eut, de son premier mariage :
- Marie-Rosalie de Rohan-Chabot (née en 1741 et morte jeune)
- Catherine-Sophie de Rohan-Chabot (Mademoiselle de Rohan) (27 février 1743 - 24 juillet 1757)
- Louis-Bretagne-Charles de Rohan-Chabot (12 novembre 1747 - 27 avril 1757)

Lieutenant général des armées du roi, il fut confirmé, ainsi que sa descendance, par Louis XV dans son droit à être traité de "cousin du roi".
Il fut peut-être le plus populaire des seigneurs de Blain[réf. nécessaire]. Atteint dans son prestige par l'affaire du collier de la reine, attristé de la ruine d'un Rohan, Jules-Hercule-Mériadec de Rohan, prince de Guéméné, qui par ses prodigalités avait fait une faillite de 33 millions, il s'était retiré sur son domaine. Il mourut en exil à Nice en 1791, âgé de 81 ans et ayant perdu tous ses enfants. Son héritier fut son cousin Louis-Antoine de Rohan-Chabot.

## Armes
| Blason | Blasonnement : Écartelé de gueules à neuf macles d'or (qui est de Rohan), et d'or à trois chabots de gueules (qui est Chabot). |